# Seconda battaglia di Donaldsonville
La seconda battaglia di Donaldsonville è stata un episodio della guerra di secessione americana e venne combattuta il 28 giugno 1863 nella città di Donaldsonville, in Louisiana.

## Contesto
Il 28 giugno 1863 il brigadiere generale confederato Jean Alfred Mouton ordinò al brigadiere generale Thomas Green e al colonnello James Patrick Major' di occupare Donaldsonville.
Nei pressi della città i nordisti avevano costruito un forte, Fort Butler, difeso da due compagnie della 28ª divisione di fanteria dei volontari del Maine e da una serie di convalescenti di vari altri reggimenti.

## La battaglia
Green, arrivato a circa un miglio e mezzo dal forte, ordinò l'attacco. Fort Butler venne circondato ma ben presto la cannoniera nordista USS Princess Royal intervenne per rompere l'assedio.
Le truppe sudiste, prese di mira dal fuoco, furono costrette a ritirarsi.

## Conseguenze
La sortita sudista non ebbe successo ed il tratto del fiume Mississippi nei pressi di Donaldsonville rimase sotto il controllo nordista.

## Le forze in campo

### Unione
- 28ª divisione di fanteria dei volontari del Maine
  - Compagnia C
  - Compagnia F
  - Compagnia G
- Misc. Convalescenti e schiavi liberati
- USS Princess Royal (1863) – comandante Melancthon Brooks Woolsey
- USS Winona (1861) - comandante A.W. Weaver

### Confederati
- “Brigata Arizona”
- 3° Texas Cavalry – Col. Joseph Phillips
- 4° Texas Cavalry – Col. W.P. Hardeman
- 5° Texas Cavalry – Mag. Denman Shannon
- 7° Texas Cavalry - Col. Philemon Herbert
- 1° Texas Partisan Rangers - Col. Walter P. Lane
- 2° Texas Partisan Rangers - Ten. Col R.P. Crump
- 1° La. Btty. - Ten. O. Semmes